# Grundau
Grundau ist ein Ortsteil der sächsischen Großen Kreisstadt Marienberg im Erzgebirgskreis.

## Geografie

### Lage
Das einreihige Waldhufendorf Grundau liegt etwa 3,5 Kilometer westlich von Olbernhau im Erzgebirge. Die wenigen Häuser liegen unweit des Oberlaufs eines nach Nordosten der Flöha zufließenden Baches. Nordwestlich grenzt der Thesenwald an die Flur.
Die Ansiedlung ist über eine Kommunalsstraße an das südliche Ortsende von Ansprung angebunden, zudem quert diese die Bundesstraße 171 Marienberg-Olbernhau. Von letzterer zweigt westlich von Grundau eine Kommunalstraße nach Sorgau und Blumenau ab.

### Nachbarorte
| Sorgau    | Blumenau                                    |           |
| Ansprung  | Kompassrose, die auf Nachbargemeinden zeigt | Olbernhau |
| Kühnhaide | Rübenau                                     |           |

## Geschichte
Durch die Herren von Berbisdorf wurden 1556 neun Erbgärtner angesiedelt. Die erste urkundliche Erwähnung des Ortes datiert von 1559 als die Grundtaue.
August Schumann nennt 1816 im Staatslexikon von Sachsen Grundau betreffend u. a.:
„Es hat 11 Häuser und 60 Einwohner.“
Im Werk „Neue Sächsische Kirchengalerie“ von 1908 heißt es Grundau betreffend:
„Dorf mit 52 Einwohnern und neun Wirtschaften, zwischen Ansprung und Olbernhau lieblich gelegen, mit rein landwirtschaftlicher Bevölkerung, ist eingeschult nach Ansprung. Früher gehörte auch die jetzt nach Olbernhau gewiesene Neue Schänke unterhalb Grundau an der Straße zur Parochie Zöblitz.“
1929 erhielt der Ort Anschluss ans Netz der öffentlichen Elektrizitätsversorgung. Am 1. September 1931 wurde Grundau nach Ansprung eingemeindet. Gemeinsam mit diesem wurde es zum 1. Januar 1999 nach Zöblitz eingemeindet, Ansprung und Grundau wurden Ortsteile der Stadt Zöblitz. Zöblitz wiederum kam am 31. Dezember 2012 nach Marienberg.

## Entwicklung der Einwohnerzahl
| Jahr | Einwohnerzahl |
| ---- | ------------- |
| 1595 | 9 Gärtner     |
| 1764 | 9 Gärtner     |
| 1834 | 51            |
| 1871 | 54            |

| Jahr | Einwohnerzahl |
| ---- | ------------- |
| 1890 | 56            |
| 1910 | 41            |
| 1925 | 53            |
| 2007 | 26            |

| Jahr | Einwohnerzahl |
| ---- | ------------- |
| 2008 | 30            |
| 2009 | 28            |
| 2010 | 28            |
| 2014 | 28            |

| Jahr | Einwohnerzahl |
| ---- | ------------- |
| 2015 | 27            |
| 2016 | 27            |